# Nedre Håltjärnen
Nedre Håltjärnen är en sjö i Umeå kommun i Västerbotten och ingår i Sävarån-Tavelåns kustområde.